# Генеральные штаты 1789 года

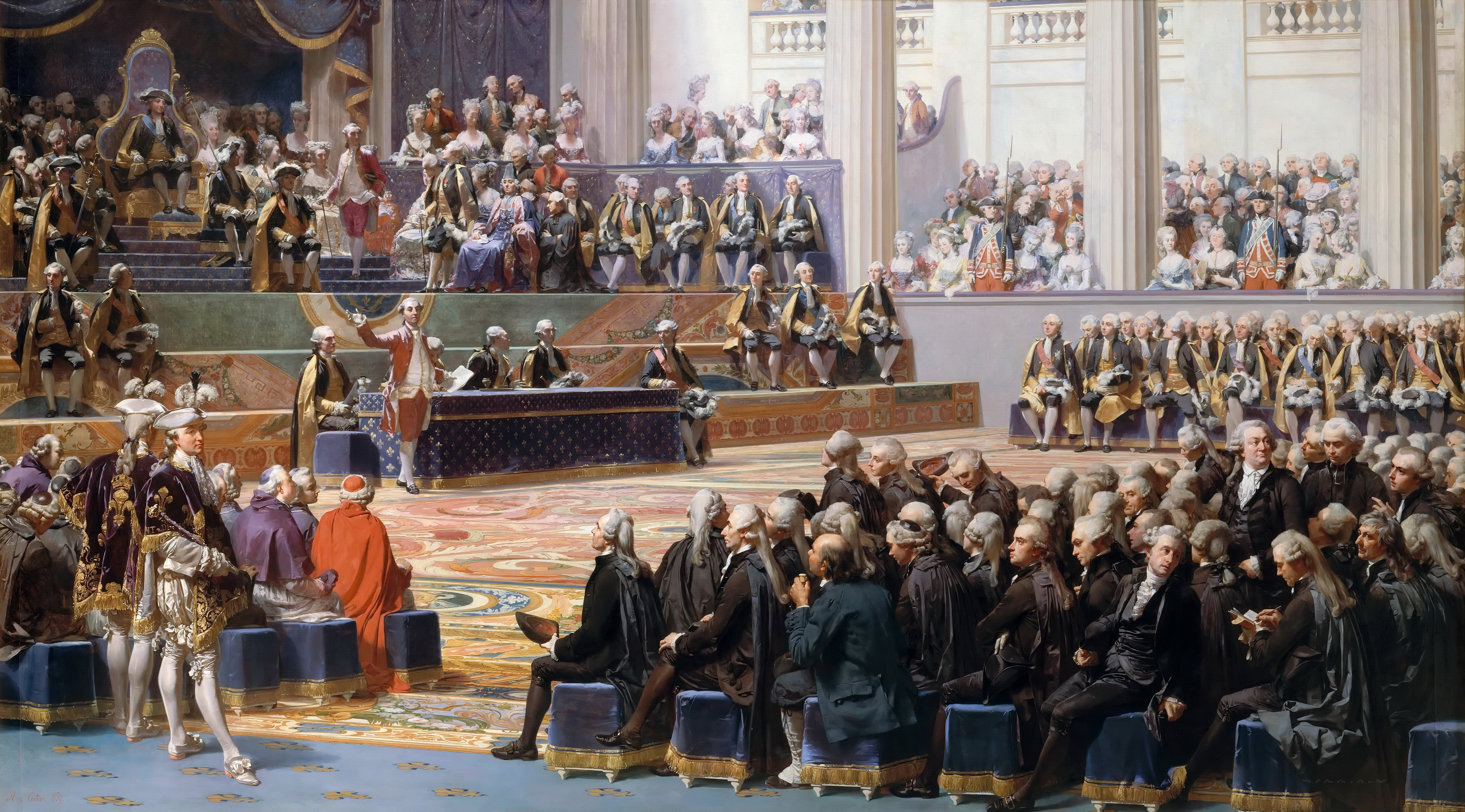
«Открытие Генеральных Штатов» (картина Огюста Кудера)

Генеральные штаты 1789 года (фр. Les États-Généraux de 1789) — последний в истории и первый после 1614 года созыв французских Генеральных штатов, приведший к началу Великой французской революции. Созыв был осуществлён королём Людовиком XVI с целью решения финансовых проблем правительства. Заседания продлились несколько недель (май-июнь 1789 года), но не смогли решить даже первого вопроса повестки дня — о том, как проводить голосования: посословно (предложение короля), что дало бы преимущество первым двум сословиям, или всем вместе, что дало бы преимущество Третьему сословию? В итоге Третье сословие сформировало Национальную конституционную ассамблею и призвало два остальных сословия присоединиться к нему, что послужило толчком к восстанию в Париже и взятию  Бастилии.

## Решение о созыве Генеральных штатов

### Собрание нотаблей
Предложение о формировании Генеральных штатов было высказано на Собрании нотаблей, созванном королём 22 февраля 1787 года. Нотабли также не созывались с начала XVII века, королевские эдикты в качестве законов обычно регистрировал Парижский парламент. Но в этом году он отказался поддержать программу финансовых реформ Шарля Калонна, так как она затрагивала интересы парламентариев-дворян, и в качестве последней надежды Калонн попытался возродить архаичный институт.
Первоначальный список включал 137 человек, среди которых были многие будущие революционеры — такие, как Оноре де Мирабо и Жильбер де Лафайет. Калонн предложил заменить двадцатину, которую платило фактически лишь третье сословие, новым поземельным налогом (фр. Subvention Territoriale), который падал бы на все земли в королевстве, в том числе и на земли дворянства и духовенства. Как и следовало ожидать, нотабли осудили прямой поземельный налог и потребовали в первую очередь изучить доклад казначейства. Поражённые услышанным в докладе состоянием финансов, они объявили самого Калонна главным виновником дефицита. В результате Людовику XVI пришлось дать отставку Калонну 8 апреля 1787.
Преемником Калонна по рекомендации королевы Марии-Антуанетты был назначен Ломени де Бриенн, которому нотабли предоставили заём в 67 млн ливров, что позволило заткнуть некоторые дыры в бюджете. Но утвердить поземельный налог, падавший на все сословия, нотабли отказались, сославшись на свою неправомочность. Это означало, что они отсылали короля к Генеральным штатам. Возмущённый король 25 мая 1787 года распустил нотаблей, и передал предложения реформ Парижскому парламенту.

### Непокорный парламент
Ломени де Бриенн передал для регистрации парламентом Subvention Territoriale и ещё один законопроект — Edit du Timbre. Парламент отказался их зарегистрировать. По приказу короля парламент собрался 6 августа во дворце в Версале, где король лично приказал зарегистрировать эдикты. Однако 7 августа, вернувшись в Париж, Парламент отменил решения о регистрации как незаконные, и заявил, что решения о налогах могут утверждать лишь Генеральные штаты.
Король приказал собраться в Труа, подальше от парижских толп. Через посредников между ним и Парламентом было достигнуто соглашение: Edit du Timbre отзывался, а Subvention Territoriale модифицировался так, чтобы исключить из него дворянские земли, взамен парламент обещал в дальнейшем регистрировать законы о налогах. 20 сентября Парламенту было дозволено вернуться в Париж.
Вдохновлённый, Ломени де Бриенн при поддержке короля пошёл дальше, и предложил Emprunt Successif, дающий королю открытый кредит до 1792 года. Когда Парламент не стал сразу его регистрировать, король, отправившись 19 ноября на королевскую охоту, прямо в охотничьем костюме явился со своей свитой на заседание Парламента. В течение 6 часов власти лицом к лицу обсуждали проблемы страны. Парламент утверждал, что проблемы превосходят компетенцию правительства, и требуют созыва Генеральных штатов. В конце дня король потребовал зарегистрировать Emprunt Successif. Родственник короля герцог Орлеанский, бывший нотабль, спросил, является ли собрание сессией Парламента, или Королевским собранием дворянства? Получив ответ, что это собрание дворянства, он сказал, что дворянские собрания эдиктов не регистрируют. Возмущённый король удалился со свитой, а 20 числа издал Lettre de cachet относительно герцога Орлеанского и ещё двух человек. Герцог Орлеанский был взят под домашний арест. Парламент стал обсуждать вопрос о легальности Lettres de Cachet.
Так как король и Парламент не могли прийти к соглашению, де Бриенн зимой предложил возродить ещё более архаичные институты: Grand Bailliages мог бы взять на себя законодательные функции Парламента, а Пленарный суд, в последний раз собиравшийся при Людовике IX, его функцию регистрации эдиктов. Король собирался неожиданно разогнать Парламент, но Жан-Жак Дюваль д'Эпремесниль, услышав звук работающего печатного пресса, подкупил типографа, чтобы получить копию указа. Узнав о происходящем, Парламент 3 мая 1788 года принёс клятву не распускаться, и издал манифест о своих правах.
Были изданы ордера на арест д’Эпремесниля и других, но они рано утром сбежали по крышам, чтобы найти убежище в Парламенте. Король отправил гвардейцев в Парламент, чтобы арестовать их. Им пришлось сдаться. Парламентарии молча вышли между рядами солдат, и командир отряда отдал королю ключи от здания.

### Возвращение Неккера
8 мая 1788 года эдикты были переданы на регистрацию в местные парламенты, но те последовали примеру Парижского парламента: либо анонимно отказывали, либо, если королевские комиссары оказывали нажим, покидали место встреч, а на следующий день объявляли регистрацию недействительной. В конце августа 1788 министерство Ломени де Бриенна получило отставку и к власти вновь был призван Неккер (с титулом генерального директора финансов).

## Созыв Генеральных штатов

### Эдикт от 24 января 1789 года
Генеральные штаты были созваны королевским эдиктом, датированным 24 января 1789 года. Он состоял из двух частей: Lettre du Roi и Règlement.
Lettre заявляло:
Мы нуждаемся в сборе наших верных подданных, дабы они помогли Нам преодолеть трудности, касающиеся состояния Наших финансов… Эти великие причины вынудили нас созвать assemblée des États всех провинций, находящихся под нашей властью.
Король обещал принять жалобы подданных. «Самые уважаемые люди» всех общин и юридических округов призывались «обсудить и записать протесты, жалобы и обиды». Должны были состояться выборы депутатов. Lettre было подписано: «Людовик».
Lettres de Convocation было разослано по всем провинциям вместе с Règlement, предписывающим методы избрания. Прошедшей осенью Парижский парламент решил, что организация собрания должна быть такой же, как и в 1614 году, когда Генеральные штаты созывались в последний раз. Возрождая их в старинной форме, король и Парламент рассчитывали, что им удастся получить контроль над народом: голосование тогда велось по сословиям, поэтому Дворянство и Духовенство имели бы вместе два голоса против одного голоса у Третьего сословия. Но даже если бы решения принимались общим большинством голосов, то Дворянство и Духовенство имели бы вместе больше голосов, чем Третье сословие.
Этот вопрос широко обсуждался в прессе осенью 1788 года. Чтобы успокоить народ, король согласился на то, чтобы представителей Третьего сословия было вдвое больше, чем какого-либо из остальных двух.

### Выборы
Первое сословие состояло из 100 000 членов католического духовенства; Церковь владела 10 % земель в стране и собирала с крестьян свой собственный налог — церковную десятину. Землю контролировали епископы и монастырские аббаты, но две трети из 303 делегатов от Первого сословия были обычными приходскими священниками, присутствовал лишь 51 епископ. Второе сословие состояло из 400 000 дворян (мужчин и женщин), которые владели 25 % земель и собирали с крестьян и арендаторов собственные сборы. Около трети из 282 депутатов от Второго сословия были дворянами, в основном малоземельными. Третье сословие, составлявшее 95 % населения, представляли 578 депутатов, половина из которых были образованными юристами или местными чиновниками, около трети были заняты в торговле или производстве, 51 являлись богатыми землевладельцами.
Разосланный в январе Réglement устанавливал раздельное голосование по выборам делегатов для каждого из сословий. Каждый налоговый округ (города, приходы и т. п.) избирал собственных делегатов Третьего сословия. Судебные округа (Bailliages) выбирали своих делегатов Первого и Второго сословия. Каждая избирательная коллегия должна была также собрать Cahier — список жалоб на рассмотрение Генеральным штатам. Правила выборов немного различались в зависимости от типа избирательного округа (город, приход и т. п.). В целом, распределение делегатов соответствовало распределению населения: более населённые местности имели больше делегатов; таким образом Париж доминировал. Голосовать могли мужчины в возрасте от 25 лет, обладающие собственностью и платящие налоги, являющиеся подданными государства.
Всего было избрано 1139 депутатов: 291 представляли Первое сословие, 270 — Второе, и 578 — Третье. Однако страна с 1614 года сильно изменилась, и дворяне не обязательно избирались во Второе сословие; многие из них - представители так называемого «дворянства мантии» - были избраны в качестве делегатов от Третьего сословия, в результате чего общее количество дворян в Генеральных штатах составило около 400 человек.
Наказы от третьего сословия требовали, чтобы все без исключения дворянские и церковные земли облагались налогом в том же размере, как и земли непривилегированных, требовали не только периодического созыва Генеральных штатов, но и того, чтобы они представляли не сословия, а нацию и чтобы министры были ответственны перед нацией, представленной в Генеральных штатах. Крестьянские наказы требовали уничтожения всех феодальных прав сеньоров, всех феодальных платежей, десятины, исключительного для дворян права охоты, рыбной ловли, возвращения захваченных сеньорами общинных земель. Буржуазия требовала отмены всех стеснений торговли и промышленности. Все наказы осуждали судебный произвол, требовали суда присяжных, свободы слова и печати.

### Открытие заседаний
5 мая 1789 в зале «Малых забав» (фр. Menus plaisirs) Версаля состоялось торжественное открытие Генеральных штатов. В соответствии с регламентом 1614 года, депутаты были размещены посословно: справа от кресла короля сидело духовенство в полных регалиях, слева (также в полных регалиях) — дворянство, напротив (в дальнем конце зала) — третье сословие. Заседание открыл король, который предостерёг депутатов от «опасных нововведений» (фр. innovations dangereuses) и дал понять, что видит задачу Генеральных штатов лишь в том, чтобы изыскать средства для пополнения государственной казны. Между тем страна ждала от Генеральных штатов реформ. Конфликт между сословиями в Генеральных штатах начался уже 6 мая, когда депутаты духовенства и дворянства собрались на отдельные заседания, чтобы приступить к проверке полномочий депутатов. Депутаты третьего сословия отказались конституироваться в особую палату и пригласили депутатов от духовенства и дворянства к совместной проверке полномочий; депутатов от Третьего сословия также не устроило то, что хотя королевский декрет дал им двойное по сравнению с любым из других сословий представительство, но также и устанавливал традиционный посословный порядок голосования, то есть коллективный «голос» Первого или Второго сословия равнялся коллективному «голосу» Третьего сословия. Начались долгие переговоры между сословиями.

## Заседания и роспуск
Депутат Мирабо — дворянин, но избранный от Третьего сословия — попытался собрать депутатов от всех трёх сословий в одном помещении для совместной проверки полномочий, но потерпел неудачу. Вместо обсуждения королевского вопроса о налогах три сословия начали по отдельности обсуждать процедурный вопрос. Переговоры без успеха продолжались до 27 мая, когда Второе сословие (дворяне) проголосовали за то, чтобы твёрдо настаивать на раздельной проверке полномочий. На следующий день Сийес — аббат, но избранный, как и Мирабо, от Третьего сословия — предложил, чтобы представители Третьего сословия (теперь называющие себя Communes) приступили, наконец, к проверке, и пригласили бы представителей двух других сословий присоединиться к ним, но не ждали бы их.
12 июня началась перекличка депутатов по бальяжным спискам. В последующие дни к депутатам Третьего сословия присоединилось около 20 депутатов от духовенства, и 17 июня большинство в 490 голосов против 90 провозгласило себя Национальным собранием (фр. Assemblee nationale), представляющим не сословия, а народ. Через два дня депутаты от духовенства после бурных прений постановили присоединиться к третьему сословию. Людовик XVI и его окружение были крайне недовольны, и король распорядился закрыть зал «Малых забав» под предлогом ремонта.
Утром 20 июня депутаты третьего сословия нашли зал заседаний запертым. Тогда они собрались в Зале для игры в мяч и по предложению Мунье дали клятву не расходиться до тех пор, пока не выработают конституцию. Два дня спустя, когда им не дали воспользоваться и Залом для игры в мяч, они собрались в Соборе святого Людовика, где к депутатам от Третьего сословия присоединилось большинство представителей духовенства.
23 июня в зале «Малых забав» для Генеральных штатов было устроено «королевское заседание» (фр. Lit de justice). Депутаты были рассажены посословно, как и 5 мая. Версаль был наводнен войсками. Король объявил, что отменяет постановления, принятые 17 июня и не допустит ни ограничения своей власти, ни нарушения традиционных прав дворянства и духовенства, и приказал депутатам разойтись.
Уверенный в том, что его повеления будут немедленно выполнены, король удалился. Вместе с ним ушла большая часть духовенства и почти все дворяне. Но депутаты третьего сословия остались сидеть на своих местах. Когда церемониймейстер напомнил председателю Байи о повелении короля, Байи ответил: «Собравшейся нации не приказывают». Затем поднялся Мирабо и произнёс: «Ступайте и скажите вашему господину, что мы находимся здесь по воле народа и оставим наши места, только уступая силе штыков!». Король приказал лейб-гвардии разогнать непослушных депутатов. Но когда гвардейцы пытались войти в зал «Малых забав», дорогу им со шпагами в руках преградили маркиз де Лафайет и ещё несколько оставшихся знатных дворян. На этом же заседании по предложению Мирабо ассамблея объявила о неприкосновенности членов Национального собрания, и что всякий, кто посягнёт на их неприкосновенность, подлежит уголовной ответственности.
На другой день большинство духовенства, а ещё через день 47 депутатов от дворян присоединились к Национальному собранию. А 27 июня король приказал присоединиться остальным депутатам от дворянства и духовенства. Так совершилось преобразование Генеральных штатов в Национальное собрание, которое 9 июля объявило себя Учредительным национальным собранием (фр. Assemblee nationale constituante) в знак того, что считает своей главной задачей выработку конституции.